# Trova paisa
La Trova Paisa o Copla es un estilo de trova originario de los departamentos de Antioquia, Risaralda, Caldas y Quindío en Colombia. Consiste en unos versos cantados, rimados e improvisados con carácter competitivo entre dos contendientes

## Generalidades
La Trova paisa tiene algunas peculiaridades, propias tanto de su región como del modo de ser, vivir y reír de los antioqueños.
En Antioquia, es común encontrar dos modalidades de trova; sencilla y dobleteada.
La trova sencilla cuenta con cuatro versos de ocho sílabas, rimando segundo con cuarto y se toca con tiple al son de bambuco. Esta modalidad es la que se implementa en el Festival Nacional de la Trova Ciudad de Medellín, que se realiza en el marco de la Feria de las Flores.
La trova dobleteada consta de ocho versos de ocho sílabas, rimando segundo, cuarto, sexto y octavo. Esta modalidad tiene un ritmo más parrandero y movido, suele ser acompañada con varios instrumentos como tiple, guitarra o requinto, bajo, guacharaca y demás instrumentos que se le quieran añadir. Este tipo de trova es utilizado para eventos fiesteros.
En ambas modalidades, las rimas de los versos deben ser consonantes.
Musicalmente se apoya, como todas las trovas, en una música fácil, simple, de ritmo binario o terciario, con los trovadores contrapunteando, y en el cual lo verdaderamente importante es la letra de lo que se dice y su contenido creativo.

## En Antioquia
En Antioquia la trova es especialmente significativa como expresión cultural, dado que permite expresar o desfogar el carácter fuerte y notorio de la persona de esta región. La trova en Antioquia ha mantenido al humor muy cercano de lo repentino y la tradición de cuenteros, con la exageración que caracteriza al paisa.
En Medellín había una historia muy marcada que consistía en el festival Rey de Reyes de la trova, en el marco de la festividad de la Feria de las Flores, un evento raizal que atrae muchísimo público local y visitante, el festival consistía en que solo participaban reyes Nacionales, con lo cual la competencia era muy empatada y presentaba mucha dificultad.
Actualmente, el Festival Nacional de la Trova Ciudad de Medellín es el evento más importante de esta índole. La competencia es de libre participación y cuenta con cuatro fases de clasificación: audiciones, clasificatorias, semifinales y final. El ganador del festival obtiene el título de Rey Nacional de la Trova.

## Características
Las trovas constituyen un arte excepcional. En la ejecución de la trova paisa, se improvisan versos cantados con sentido jocoso y competitivo, improvisado y pleno de exageraciones, pero, también puede haber elementos poéticos y críticos.
Generalmente los cantan dos trovadores, quienes deben enlazarse uno a otro con la letra de lo que se canta, improvisando, al mismo tiempo que no pueden perder la rima de los versos, ni mucho menos el sencillo y pegajoso ritmo de la música. El repentismo que exige, más la necesidad de expresar el humor, más la rima que la debe acompañar - que deber ser consonante -, hacen de la trova un arte bastante exigente.

## Creadores
Hay consenso sobre que los padres de la trova paisa son don Salvo Ruiz y don Ñito Restrepo, del municipio de Concordia. Allí, en memoria del llamado "Padre de la trova", Salvo Ruiz, la municipalidad le ha erigido un monumento considerado parte de su patrimonio inmaterial.
El Festival Nacional de la Trova Ciudad de Medellín consigna los nombres de Salvo Ruiz y Ñito Restrepo en las semifinales como homenaje.

## Patrimonio social y cultural
El 23 de marzo de 2002 la trova fue declarada patrimonio artístico, social y cultural de Medellín.